# Norbert Orth
Norbert Orth (* 18. August 1939 in Dortmund; † 27. August 2023) war ein deutscher Opernsänger (Tenor).

## Ausbildung und Operndebüt
Nachdem er anfänglich eine Laufbahn als Industriekaufmann verfolgt hatte, studierte Norbert Orth bei Dietger Jacob in Hamburg, Köln und Dortmund und gab 1966 sein Debüt als Ferrando in Mozarts Così fan tutte in Enschede.

## Weitere Karriere
Nach Stationen am Theater Kiel, an der Düsseldorfer Rheinoper und in Nürnberg kam er im Jahr 1976 an die Bayerische Staatsoper München. Orth gastierte an der Grand Opéra Paris (1976). Im Jahr 1979 trat er erstmals an der Metropolitan Opera in New York als Pedrillo in Mozarts Singspiel Die Entführung aus dem Serail auf.
Norbert Orth sang an den Opernhäusern in Berlin, Stuttgart, Hannover sowie in Dresden, Bordeaux und Lyon und debütierte 1977 als Don Curzio in Mozarts Figaros Hochzeit bei den Festspielen in Salzburg, wo er 1980/1981 als Pedrillo auftrat. Bei den Bayreuther Festspielen sang Orth 1973 und 1974 den Augustin Moser in Die Meistersinger von Nürnberg sowie 1984 die Partie des Loge im Rheingold.

## Wechsel ins Heldenfach
Seine erste Partie im Fach des Jugendlichen Heldentenors war der Max in Webers Freischütz 1981 am Stadttheater Augsburg. 1986 sang er am Teatro Colón in Bogotá in Anwesenheit von Präsident Belisario Betancur den Florestan in Fidelio. Die Vorstellung wurde im kolumbianischen TV übertragen.
Im Jahr 1988 sang Orth am Staatstheater Kassel die Titelpartie in Richard Wagners Tannhäuser, in Wiesbaden und Hannover übernahm er die Titelpartie in Lohengrin, in Hannover sang er 1989 auch den Canio in Ruggiero Leoncavallos veristischer Oper Bajazzo. In der Eröffnungspremiere des neu erbauten Aalto-Theaters in Essen sang er 1988 die Partie des Walther von Stolzing in den Meistersingern, am Théâtre du Châtelet in Paris übernahm er dieselbe Partie 1990 An der Staatsoper von Dresden, der er durch einen Gastvertrag verbunden war, trat er 1993 als Hans in Smetanas Die verkaufte Braut und in der Titelpartie von Der Zwerg von Zemlinsky auf. Weiterhin sang er in der Spielzeit 1993/94 an der Berliner Staatsoper den Max und den Bacchus in Ariadne auf Naxos (Richard Strauss), die letztgenannte Partie auch am Opernhaus Zürich. Im Jahr 1997 sang er am Opernhaus Chemnitz den Florestan in Ludwig van Beethovens Oper Fidelio.

## Konzertfach
Da er auch im Konzertsaal Erfolge als Oratorien- und Liedsänger feierte, wurde er u. a. im Jahr 1993 nach Tokio eingeladen, um als Solist in Beethovens 9. Sinfonie zu wirken.